# Baia Domlyan
La baia Domlyan (in inglese Domlyan Bay) è una baia lunga circa 5,5 km e larga 4,75, situata sulla costa di Oscar II, nella parte orientale della Terra di Graham, in Antartide. La baia si estende tra punta Radovene, a nord, e punta Kalina, a sud.  
La baia è parte della più grande insenatura Esasperazione, e al suo interno si getta il ghiacciaio Melville.

## Storia
L'esistenza della baia Domlyan è stata scoperta in seguito al collasso della piattaforma glaciale Larsen B, avvenuto nel 2002, ed al conseguente ritiro del ghiacciaio Melville. La baia è stata poi così battezzata dalla Commissione bulgara per i toponimi antartici in onore del villaggio di Domlyan, nella Bulgaria meridionale.